# Solymus pictor
Solymus pictor là một loài bọ cánh cứng trong họ Cerambycidae.